# 山本美月
山本美月（日语：／ Yamamoto Mizuki，1991年7月18日—），日本女演員，隸屬於經紀公司INCENT。

## 經歷
2009年7月，當時高中3年級的山本參加了第一屆東京超級模特兒大賽，最終在這場由《CanCam》、《PS》、《AneCan》和《Oggi》聯合舉辦的大會中勝出。除獲得一百萬日元獎金外，大賽同時決定讓其成為其中一本雜誌的封面模特兒。由於山本獲得CanCam賞，因此決定讓其登上《CanCam》封面，與西山茉希和德澤直子一同成為同年12月號的封面模特兒，及後山本成為同誌《CanCam》的專屬模特兒，自此出道。
2010年，山本出演防毒軟件PC-cillin的電視廣告，並且取代仲間莉沙成為代言人。同年，與梅田繪理香、江原美優、紺野有里和小泉梓，共五名模特兒一同出演ABC-Mart的靴子廣告。同年8月，與Rola、蛯原友里、道端Jessica、板野友美、土屋巴瑞季和泰萊·麥遜一同出演流行品牌Samantha Thavasa的電視廣告，並且登上品牌的產品目錄的封面。
2011年中，山本參演富士月九劇《得到幸福吧》，為個人首部電視劇。
2012年，參演吉田大八執導的電影《聽說桐島退社了》，這是其首次參演電影。同年，山本擔任流行品牌Samantha Thavasa和飲品公司伊藤園的代言人。同年10月，參演日本電視台紀錄型節目《Woman On The Planet》，初次成為電視節目的常規班底的同時，亦首次出任主持人。同一時期，亦有份參演朝日電視台連續劇《Doctor-X～外科醫·大門未知子～》，這是她首部作爲常規角色參演的連續劇。
2013年，山本由於出演了富士月九劇《夏日傾情》，自此開始受外界注目。另外，她亦單獨成為《CanCam》10月號的封面模特兒，而內頁部份則總共有42頁與相關的特集，規模相當罕見。2013年，山本憑著《CanCam》的42頁特集和各種演藝活動，讓與壇蜜、剛力彩芽、水原希子、菜菜緒等共11位並列為modelpress「女網友評選今年之顏」之一。
2014年，參演富士電視台與共同電視共同製作的電視劇《我存在的時間》、及電影《近距離戀愛》、《黑執事》、《東京難民》和《女子戰隊》等作品。在同年7月開始播放的東京電視台電視劇24系列的《青色火焰》中，山本首次擔任女主角。同一時期，她亦在UULA原創網絡劇集《奇妙的戀之物語》中首次擔任主演。2014年，因出演東寶電影《近距離戀愛》和日本電視台電視劇《靈異教師神眉》等多部作品，再度獲modelpress選為今年之顏。
2015年，在電影《東京女公關》中首次擔任電影主演。並成為汽車雜誌《Goo》的代言人。同年，與組合嵐成員櫻井翔一同出演花王產品洗髮劑Essential的電視廣告。另外，亦成為強生公司的隱形眼鏡ONE DAY ACUVUE DEFINE MOIST的閃亮瞳孔大使，並且在同年8月開始進行代言人活動。
2017年7月13日，《CanCam》宣布九月號為山本美月卒業號，代表著山本美月於《CanCam》八年的專屬模特兒生涯結束。
2018年，在NHK電視劇《深夜中的超級跑車》中首次擔任電視劇主演。
2018年12月15日，發售首本個人寫真集《Mizuki》。
2020年，在連續劇《午餐聯誼偵探～戀愛與美食與解謎～》中首次擔任地上波電視連續劇主演。

## 人物
山本出生於福岡縣，在福岡市中央區內的鳥飼地區長大。中學和高中為區內學校筑紫女學園中學校、高等學校，在高中時參加了戲劇部，畢業後前往位於東京的明治大學升學。由於祖父是高中的生物科教師，因此山本選擇了入讀農學部生命科學科，於2014年畢業。
特長是繪畫。中學時代就曾在筆記本上畫過名爲《BLACK ANGEL》的原創漫畫。現在經常在自己的SNS上披露畫作。在2017年5月14日播出的電視節目「灑落主義」中，用數位板現場展示了自己的作畫過程。從2018年12月起，山本在自己的Instagram上開始了名爲“最近的美月”的手繪畫作連載，匯報自己的近況。
此外，山本美月是公認的御宅族。在小學時便愛上動畫《鋼之鍊金術師》的主角愛德華·艾力克，自此無論是《鋼之鍊金術師》還是其他作品，都大量收集了相關的漫畫、手辦公仔和毛公仔等週邊商品。
是精靈寶可夢系列的超級粉絲，Pokémon GO的狂熱玩家，曾專程前往台灣參與Pokémon GO的線下活動。
在家中養有名爲“Kotsume”的黑色博美犬。喜歡食蟲植物。
藝能界中的好友為女演員波瑠。
2020年8月7日宣布與演員瀨戶康史結婚。

## 演出

### 電影
- 聽說桐島退社了（2012年8月11日，SHOWGATE（日语：ショウゲート）） - 飾演 飯田梨紗[54]
- 絕叫學級（2013年6月14日，東寶影像事業部） - 飾演 黃泉[55]
- 男子高中生的日常（2013年10月12日，SHOWGATE） - 飾演 柳人[56]
- 獵人劇場版：最終任務（2013年12月27日，東寶） - 聲演 煉獄[57]
- 黑執事（2014年1月18日，華納兄弟電影） - 飾演 Lin[58]
- 東京難民（日语：東京難民）（2014年2月22日，Phantom Film（日语：ファントム・フィルム）） - 飾演 川邊瑠衣[59]
- 女子戰隊（2014年6月7日，King Records） - 飾演 紺野堇[60]
- 近距離戀愛（2014年10月11日，東寶影像事業部） - 飾演 名波菊子[61]
- 小野寺之弟、小野寺之姊（日语：小野寺の弟・小野寺の姉）（2014年10月25日，SHOWGATE） - 飾演 岡野薰[62]
- 比卡超與寵物小精靈合唱隊（日语：ピカチュウとポケモンおんがくたい）（2015年7月18日，東寶） - 旁白[63]
- 東京女公關（2015年8月22日，BS-TBS） - 主演・飾演 三崎玲奈[64]
- MR . MAXMAN（日语：Mr.マックスマン）（2015年10月17日，KATSU-do） - 飾演 辻村祐子
- 我是和尚（日语：ボクは坊さん。）（2015年10月24日，東寶） - 飾演 越智京子
- 貞子vs伽椰子（2016年6月18日，KADOKAWA） - 主演・飾演 倉橋有里[65]
- 少女（2016年10月8日，東映） - 主演・飾演 草野敦子[66]
- 蜜桃女孩（2017年5月20日，松竹） - 主演・飾演 安達桃[67]
- 去年冬天、與你分手（日语：去年の冬、きみと別れ）（2018年3月10日，華納兄弟電影）- 飾演 松田百合子[68]
- 友罪（2018年5月25日，GAGA（日语：ギャガ））- 飾演 杉本清美[69]
- HUG！光之美少女♡光之美少女 All Stars Memories（2018年10月27日，東映） - 聲演 記者[70]
- 殺手寓言（2019年6月21日，松竹）- 飾演 清水岬[71]
- 糸（日语：糸_(映画)）（2020年8月21日公開預定，東寶） - 飾演 高木玲子[72]
- 新解釋·三國志（2020年12月11日公開預定，東寶）- 飾演 小喬[73]
- 聖☆哥傳 THE MOVIE〜聖人 VS 惡魔軍團〜（2024年12月20日，東寶）- 飾演 魔羅長女[74]

### 電視劇
- 得到幸福吧 第6集 - 第7集（2011年5月23日 - 30日，富士電視台） - 飾演 霧島繪美
- THE QUIZ（日语：THE QUIZ）（2012年9月1日，日本電視台） - 飾演 有里瞳
- Doctor-X～外科醫·大門未知子～（2012年10月18日 - 12月13日，朝日電視台） - 飾演 小池理惠
- Piece 第10集 - 第11集（2012年12月8日 - 15日，日本電視台） - 飾演 久美
- 夏日傾情（2013年7月8日 - 9月16日，富士電視台） - 飾演 堀切葵
- 安堂機器人（2013年10月13日 - 12月15日，TBS電視台） - 飾演 栗山薰[75]
- 我存在的時間（2014年1月8日 - 3月19日，富士電視台） - 飾演 村山陽菜[76]
- 青色火焰（2014年7月18日 - 9月26日，東京電視台） - 飾演 森永敦子[77]
- 父親的背影（日语：おやじの背中） 第2集（2014年7月20日，TBS電視台） - 飾演 高城亞利沙
- 靈異教師神眉（2014年10月11日 - 12月13日，日本電視台） - 飾演 葉月東名[78]
- 64（日语：64（ロクヨン））（2015年4月18日 - 5月16日，NHK） - 飾演 美雲志織
- 戀仲（2015年7月20日 - 9月14日，富士電視台） - 飾演 富永美玲[79]
- 陰陽師（2015年9月13日，朝日電視台） - 飾演 青音
- 世界奇妙物語25週年秋季SP（日语：世にも奇妙な物語_25周年記念!秋の2週連続SP） - 「帶來幸運的眼鏡」編（2015年11月28日，富士電視台）- 飾演 三浦步
- 必殺仕事人2015（日语：必殺仕事人2015）（2015年11月29日，朝日電視台） - 飾演 阿宮
- 臨床犯罪學者 火村英生的推理（2016年1月17日 - 3月20日，日本電視台） - 飾演 貴島朱美
  - 臨床犯罪學者 火村英生的推理2019 SP（2019年9月29日）[80]
- HOPE～零期待的新人職員～（日语：HOPE〜期待ゼロの新入社員〜）（2016年7月17日 - 9月18日，富士電視台）- 飾演 香月茜
- 籃球戀愛青春（2016年9月19日 - 21日，富士電視台）- 飾演 羽鳥紗枝
- 勇者義彥和被引導的七人 - 第四集（2016年10月28日，東京電視台） - 飾演 弗洛莉亞公主
- 謊言戰爭（2017年1月10日 - 3月14日，富士電視台） - 飾演 二科楓
- 刑警弓神（2017年10月12日 - 12月14日，富士電視台）- 飾演 冰川和美[81]
- 深夜中的超級跑車（日语：真夜中のスーパーカー）（2018年3月28日，NHK）- 主演・飾演 白雪[82]
- 基度山恩仇記-華麗的復仇-（2018年4月19日 - 6月14日，富士電視台）- 飾演 目黑堇[83]
- 怪談之國（日语：おはなしのくに） - 「皿屋敷」篇（2018年8月14日 ，NHK教育频道）- 主演・飾演 阿菊[84]
- 這本漫畫真厲害！- 「少女革命」篇（2018年11月17日，東京電視台） - 飾演 天上歐蒂娜[85]
- NHK大河劇「韋駄天～東京奧運故事～」（2019年1月6日 - ，NHK）- 飾演 本庄[86]
- 富士電視台開局60週年紀念特別劇「悲慘世界」（2019年1月6日 ，富士電視台）- 飾演 不破唯[87]
- 孤高的手術刀（2019年1月13日 - 3月3日，WOWOW） - 飾演 大川翔子[88]
- 完美世界（2019年4月16日 - 6月25日，富士電視台） - 飾演 川奈つぐみ[89]
- 午餐聯誼偵探～戀愛與美食與解謎～（日语：ランチ合コン探偵#テレビドラマ）（2020年1月9日 - 3月12日，日本電視台） - 飾演 天野ゆいか[34]
- 還會與你相見三次（日语：あと3回、君に会える）（2020年3月31日，富士電視台） - 飾演 玉木楓[90]
- 世界奇妙物語 2022年 夏之特別篇「假裝打電話」（2022年6月18日，富士電視台）- 飾演 川崎望（主演）
- GO HOME～警視廳身份不明人相談室～ 第3集（2024年7月27日，日本電視台）- 飾演 小澤梨々香

### 網劇
- 100萬次「I love you」（2011年11月22日 - 全4集，DOR@MO） - 飾演 木村翔子
- 奇妙的戀之物語-THE AMAZING LOVE STORY-（「戀愛超能力」編）（2014年7月31日 - 全3集，UULA（日语：UULA）） - 主演第三集・飾演 奈奈[91]
- 上班族殺手（2014年10月1日 - 全4集，BeeTV（日语：BeeTV）） - 飾演 千夏[92]
- 宇宙的工作（日语：宇宙の仕事）（2016年 - 全10集，亞馬遜影片）- 飾演 ソミアル星人
- 東京愛麗絲（日语：東京アリス_(稚野鳥子の漫画)）（2017年8月25日 - 全12集，亞馬遜影片）- 主演・飾演 有栖川楓[93]
- 銀魂2 -世界奇妙小銀魂-「土方禁煙篇」（2018年8月25日，dTV）- 飾演 梅德爾[94]
- 來自星星的你 日劇版  （2022年2月23日-全10集，Amazon prime video）飾演  笹原椿[95]

### 綜藝節目
- 旅之色。~給旅美人的信~（日语：旅美人）（2010年10月5日 - 11月2日，富士電視台）
- Woman On The Planet（日语：ウーマン・オン・ザ・プラネット）（2012年10月6日 - 2014年3月29日，日本電視台） - 主持人[96]
- 東京上級約會（日语：東京上級デート） #27 阿佐谷和聖誕特輯（2012年10月10日、12月23日，朝日電視台）

### 紀錄片
- 四晚連續 探知特輯 戀愛是科學！（2013年2月25日 - 28日，富士電視台）
- 世界最棒的動物娛樂、旅程~新加坡 “究極動物園”~（2014年8月5日、NHK BS Premium） - 聲音導航

### 時裝秀
- 東京Girls Collection
  - 2010年春夏[97]
  - in 沖繩 2010年[98]
  - 2010年秋冬[99]
  - 2011年春夏[100]
  - 2011年秋冬[101]
  - TGC NIGHT 2011年秋冬[102]
  - 2012年春夏[103]
  - in 名古屋 2012年[104]
  - 2013年春夏[105]
  - 2013年秋冬[106]
  - 2014年春夏[107]
  - 2014年秋冬[108]
  - 2015年春夏[109]
  - 2016年春夏[110]
  - 2017年秋冬[111]
- 神戶Collection（日语：神戸コレクション）
  - 2010年秋冬
  - 2011年春夏
  - 2011年秋冬
  - 名古屋Collection 2011年秋冬[112]
  - 2012年春夏
  - 東京runway 2012年春夏[113]
  - 2012年秋冬
  - 東京runway 2014年秋冬[114]
- Girls Award
  - 2011年春夏[115]
  - 2011年秋冬[116]
  - 2013年秋冬[117]
- CanCam
  - CanCollect!（2012年2月26日）[118]
  - a-nation＆GirlsAward Island collection by CanCam（2014年8月14日）[119]

### 廣告
電視廣告
- 趨勢科技
  - PC-cillin 2011（2010年 - ）[120]
  - PC-cillin 2012（2011年 - ）
- ABC MART（日语：ABCマート）（2010年 - ）
- 小學館 CanCam （2010年 - ）
- Samantha Thavasa（日语：サマンサタバサ）（2011年 - ）
- Oriental Land 東京迪士尼海洋（2011年 - ）
- 伊藤園
  - Stylee Sparkling（2012年 - ）
  - 健康南非茶（2013年6月 - ）[121]
- DeNA 巴哈姆特之怒（2012年 - ）[122]
- 山月（2013年 - ）[123]
- CORONA（日语：コロナ (暖房器具)）美容健康機（2013年12月 - ）
- 積水房屋（2013年12月 - ）
- PROTO CORPORATION（日语：プロトコーポレーション） Goo（2013年12月 - ）
- Sunzap 戰國炎舞 -KIZNA-（2014年3月 - ）[124]
- 花王 Essential（2014年8月 - ）
- 鹽野義製藥 SEDES（日语：セデス）（2014年12月 - ）
- GU（2015年3月 - 4月）[125]
- 日清U.F.O炒麵（2015年3月 - ）[126]
- 強生公司 ONE DAY ACUVUE DEFINE MOIST（日语：アキュビュー）（2015年7月 - ）[127][128]
- Gundam Wars（2016年12月）
- 宝酒造 「松竹梅白壁蔵「澪」スパークリング清酒」（2017年）
- BIGLOBE（2017年9月 - ）
- 可口可樂「喬治亞咖啡」（2018年2月 - ）[129]

其他
- 小学館文庫 2010秋展（2010年）
- Samantha Thavasa（2011年 - ）
- AOKI女裝西服（日语：AOKIホールディングス）（2011年 - ）
- SA・KU・RA -PREMIUM-目錄（2011年 - ）[130]
- 東海北陸地方國保聯合會海報（2013年）[131]
- Jewelna Rose（2017年 - ）品牌缪斯[132]
- Money Forward（2019年 - ）形象代言[133]

### MV
- 沐月《YAY（日语：moonlight/スカイハイ/YAY）》（2010年）一同參演的分別是舞川亞郁、安座間美優和土屋巴瑞季[134]
- CLIFF EDGE（日语：CLIFF EDGE） 「Endless Tears feat.中村舞子（日语：中村舞子）」（2011年）
- NERDHEAD（日语：NERDHEAD） 「Tomorrow feat.hiroko（日语：hiroko） from 大和美姬丸」（2012年）[135]
- back number《棉花糖（日语：わたがし (back numberの曲)）》（2012年）

### 電台節目
- morning gate（日语：morning gate）（2009年8月7日，CROSS FM（日语：CROSS FM））
- 狂歡吧（日语：はっちゃけ）（2009年8月8日，RKB電台）

### 其他
- 唱片封套：
  - アトリエ・ボッサ・コンシャス《In Summer: 夏Bossa》（2010年6月9日發售）[136]
  - Back number 《わたがし》（2012年7月18日發售）
- 網站：《雲少女》（KAYAC（日语：カヤック (インターネット企業）×趨勢科技，2011年8月30日公開）[137]
- 舞台劇：《怪談・偽皿屋敷》（2014年6月19日 - 23日，青山劇場（日语：青山劇場）） - 飾演阿菊[138]

## 書籍

### 書籍
- 魔法少女　山本美月（2020年11月4日、TAC出版、山本美月／著）ISBN 978-4813294962

### 寫真集
- Mizuki（2018年12月15日、寶島社、攝影：吉田崇）ISBN 978-4800284136

### 年曆
- 2015年山本美月年曆（2014年11月21日、小学館）ISBN 978-4091057617
- 2016年山本美月年曆（2015年11月21日、小学館）ISBN 978-4091057716

### 雜誌
- CanCam（專屬模特兒：2009年12月號 - 2017年9月號）

## 獲獎
- 第36回「ベストジーニスト（日语：ベストジーニスト）2019」一般選出部門〔女性部門〕（2019年）[139]

## 外部連結
- 山本美月（日語）
- 山本美月 LINE官方Blog（日語）
- 山本美月 Ameblo官方Blog（日語）
- 山本美月的Instagram帳戶（日語）
- 山本美月staff的Instagram帳戶（日語）
- 山本美月的X（前Twitter）（日語）